# ميديابوليس
ميديابوليس (بالإنجليزية: Mediapolis, Iowa)‏ هي مدينة تقع في ولاية آيوا في الولايات المتحدة. تبلغ مساحة هذه المدينة 3.11 (كم²)، وترتفع عن سطح البحر 235 م، بلغ عدد سكانها 1560 نسمة في عام 2012 حسب إحصاء مكتب تعداد الولايات المتحدة.

## التركيبة السكانية
قام مكتب تعداد الولايات المتحدة بتحديد بيانات التركيبة السكانية لميديابوليسفي تعداد الولايات المتحدة. في ما يلي، التركيبة السكانية حسب تعدادي 2000 و2010.

### تعداد عام 2000
بلغ عدد سكان ميديابوليس 1,644 نسمة بحسب تعداد عام 2000، وبلغ عدد الأسر 644 أسرة وعدد العائلات 439 عائلة مقيمة في المدينة. في حين سجلت الكثافة السكانية 1,364.3 نسمة لكل ميل مربع (526.8/كم2). وبلغ عدد الوحدات السكنية 684 وحدة بمتوسط كثافة قدره 567.6 نسمة لكل ميل مربع (219.2/كم2).
وتوزع التركيب العرقي للمدينة بنسبة 99.09% من البيض و 0.18% من الأمريكيين ذوي الأصول الآسيوية و 0.12% من الأمريكيين الأفارقة و 0.55% من عرقين مختلطين أو أكثر.
بلغ عدد الأسر 644 أسرة كانت نسبة 33.5% منها لديها أطفال تحت سن الثامنة عشر تعيش معهم، وبلغت نسبة الأزواج القاطنين مع بعضهم البعض 55.0% من أصل المجموع الكلي للأسر، ونسبة 9.9% من الأسر كان لديها معيلات من الإناث دون وجود شريك، وكانت نسبة 31.8% من غير العائلات. تألفت نسبة 29.0% من أصل جميع الأسر من أفراد ونسبة 16.3% كانوا يعيش معهم شخص وحيد يبلغ من العمر 65 عاماً فما فوق. وبلغ متوسط حجم الأسرة المعيشية 2.92، أما متوسط حجم العائلات فبلغ 2.37.
بلغ العمر الوسطي للسكان 40 عاماً. وكانت نسبة 6.6% بين الثامنة عشر والأربعة وعشرون عاماً، ونسبة 23.8% كانت واقعةً في الفئة العمرية ما بين الخامسة والعشرون حتى والأربعة وأربعون عاماً، ونسبة 21.7% كانت ما بين الخامسة والأربعون حتى الرابعة والستون، ونسبة 23.1% كانت ضمن فئة الخامسة والستون عاماً فما فوق. يوجد لكل 100 أنثى 86.6 ذكر، ويوجد لكل 100 أنثى في الثامنة عشر من عمرها فما فوق 81.2 ذكر.

### تعداد عام 2010
بلغ عدد سكان ميديابوليس 1,560 نسمة بحسب تعداد عام 2010، وبلغ عدد الأسر 628 أسرة وعدد العائلات 407 عائلة مقيمة في المدينة. في حين سجلت الكثافة السكانية 1,300.0 نسمة لكل ميل مربع (501.9/كم2). وبلغ عدد الوحدات السكنية 680 وحدة بمتوسط كثافة قدره 566.7 لكل ميل مربع (218.8/كم2).
وتوزع التركيب العرقي للمدينة بنسبة 98.5% من البيض و 0.1% من الأمريكيين الأصليين و 0.3% من الأمريكيين الأفارقة و 0.8% من عرقين مختلطين أو أكثر.
بلغ عدد الأسر 628 أسرة كانت نسبة 32.3% منها لديها أطفال تحت سن الثامنة عشر تعيش معهم، وبلغت نسبة الأزواج القاطنين مع بعضهم البعض 49.7% من أصل المجموع الكلي للأسر، ونسبة 10.8% من الأسر كان لديها معيلات من الإناث دون وجود شريك، بينما كانت نسبة 4.3% من الأسر لديها معيلون من الذكور دون وجود شريكة وكانت نسبة 35.2% من غير العائلات. تألفت نسبة 31.7% من أصل جميع الأسر من أفراد ونسبة 14.3% كانوا يعيش معهم شخص وحيد يبلغ من العمر 65 عاماً فما فوق. وبلغ متوسط حجم الأسرة المعيشية 2.96، أما متوسط حجم العائلات فبلغ 2.36.
بلغ العمر الوسطي للسكان 41.6 عاماً. وكانت نسبة 24% من القاطنين تحت سن الثامنة عشر، وكانت نسبة 6.9% بين الثامنة عشر والأربعة وعشرون عاماً، ونسبة 23.6% كانت واقعةً في الفئة العمرية ما بين الخامسة والعشرون حتى والأربعة وأربعون عاماً، ونسبة 26.2% كانت ما بين الخامسة والأربعون حتى الرابعة والستون، ونسبة 19.4% كانت ضمن فئة الخامسة والستون عاماً فما فوق. وتوزع التركيب الجنسي للسكان بنسبة 49.3% ذكور و50.7% إناث.